# شريان تحت الحجاج
شريان تحت الحجاج (بالإنجليزية: Infraorbital artery)‏‏ هو شريان يتفرعُ من شريان الفك العلوي.

## فروعه
يخرجُ منه الفروع التالية:
- شرايين سنخية علوية أمامية